# Knjiga Mudrosti
Knjiga Mudrosti je jedna od knjiga Biblije i Staroga zavjeta. Pripada u deuterokanonske knjige. Izvorno je napisana na grčkome jeziku. Ima 19 poglavlja. Biblijska kratica knjige je Mudr.
Knjiga Mudrosti jedna je od deuterokanonskih knjiga, koje kao sastavni dio Staroga zavjeta priznaju katolici i pravoslavni. U prvom prijevodu Biblije na grčki jezik, koji se zove Septuaginta, svrstana je među sedam mudrosnih knjiga s Jobom, Psalmima, Mudrim izrekama Propovijednikom, Pjesmom nad pjesamama i Knjigom Sirahovom. Knjiga Mudrosti, naziva se i Mudrost Salomonova, ali nema izravne veze sa židovskim kraljem Salomonom, osim što je Salomon bio poznat po mudrosti. Pisac knjige nije poznat, smatra se da je to bio neki obrazovani Židov iz Aleksandrije, koji je dobro poznavao religiju, filozofiju i etiku. Knjiga je napisana u 2. ili 1. stoljeću pr. Kr. Uz Knjigu Sirahovu, najmlađa je knjiga Staroga zavjeta. 
Glavna teme knjige su mudrost i pravednost. Počinje riječima: "Ljubite pravednost, vi suci zemaljski, pravednim mislima mislite o Gospodinu i tražite ga u jednostavnosti srca (Mudr 1,1). Prema knjizi, pravednost je s jedne strane od Boga omogućen red, a s druge strane u Izraelu je prepoznatljiva u socijalnome ponašanju te je tek dijelom ostvarena u solidarnosti s potrebnim. Mudrost dolazi od Boga i vodi prema jedinstvu s Njim. Na nekoliko mjesta u knjizi, Mudrost je istoznačnica za Boga. Apostol Pavao je u Novom zavjetu Isusa nazvao "Mudrost Božja". U drugom poglavlju naviješta se Isusova muka i postupanje vlasti prema njemu: "Zato ga iskušajmo porugom i mukom da istražimo blagost njegovu i da prosudimo strpljivost njegovu. Osudimo ga na smrt sramotnu, jer će mu, kako veli, doći izbavljenje (Mudr 2,19-20)". U knjizi se prepoznaje utjecaj filozofije Platona i Filona Aleksandrijskog, koji je bio židovski helenistički filozof, koji je tražio kompromis između židovske religije i helenističkog shvaćanja života i filozofije. Evanđelje po Mateju na nekoliko mjesta ima poveznice s ovom knjigom.
Ignac Kristijanović je preveo Mudrosti na kajkavštinu. Prijevod je objavio u koledarju Stoletni kolendar 1848. godine.
Ja pako jesem bil detčak velikoga razuma, i jesem dobil dobru dušu. I pokehdob ja svevdilj boljši jesem postajal, jesem dobil neoskrunjeno telo. Pokehdob pako ja jesem znal, da ja zderžljiv nemorem drugać postati, zvun ako se meni od Boga da (i da ravno to je vre mudrost, akoli se zna, od koga dohadja ov dar), tak jesem stupil pred Gospodna, i njega prosil, ter iz mojega celoga serdca govoril: Bog mojeh otcov, i Gospon miloserdnosti, koi jesi vsa po tvojoj reči načinil. (8,19-9,1)